# Beatnik
Die Bezeichnung Beatnik wurde von Herb Caen vom San Francisco Chronicle für die Mitglieder der Beat Generation (Richtung der US-amerikanischen Literatur nach dem Zweiten Weltkrieg, hauptsächlich während der 1950er bis Mitte der 1960er Jahre) erfunden.
Symbole dieser Subkultur sind der Bebop sowie Modern Jazz und die ständige Beschäftigung mit Literatur; ein eng verwandter Begriff ist der des Hipsters.

## Bekannte Beatniks (Auswahl)
- Chet Baker (1929–1988)
- William S. Burroughs (1914–1997)
- Lucien Carr  (1925–2005)
- Neal Cassady (1926–1968)
- Lawrence Ferlinghetti (1919–2021)
- Robert Frank (1924–2019)
- Werner Gilliam (* 1946)
- Allen Ginsberg (1926–1997)
- Wizz Jones (* 1939)
- Bob Kaufman (1925–1986)
- Jack Kerouac (1922–1969)
- Tuli Kupferberg (1923–2010)
- Zekial Marko (1931–2008)
- Harold Norse (1916–2009)
- Charles Plymell (* 1935)
- Gary Snyder (* 1930)